# Zbroja młodzieńcza Zygmunta Augusta
Zbroja młodzieńcza Zygmunta Augusta – zbroja wykonana z okazji zaręczyn Zygmunta Augusta z Elżbietą Habsburżanką w 1533 roku. Zbroja była darem króla Czech i Węgier, przyszłego cesarza, Ferdynanda I Habsburga dla Zygmunta Augusta. Stanowi jeden z nielicznych zachowanych przykładów renesansowych zbroi dziecięcych. Znajduje się w zbiorach Zamku Królewskiego na Wawelu.

## Historia
Zbroja ma związek z zaaranżowanym przez Habsburgów małżeństwem Zygmunta Augusta, przyszłego króla Polski, i Elżbiety Habsburżanki. Zgodnie z ustaleniami poczynionymi przez obie strony do oficjalnych zaręczyn miało dojść, gdy księżniczka skończy siedem lat, co przypadało na 1533 rok. Na tę okazję jej ojciec Ferdynand I, postanowił zamówić prezent zaręczynowy dla strony polskiej. Składały się na niego złocona zbroja paradna oraz dwa siodła dla przyszłego męża. W hierarchii darów dyplomatycznych pełne uzbrojenie zajmowało jedno z najwyższych miejsc. 

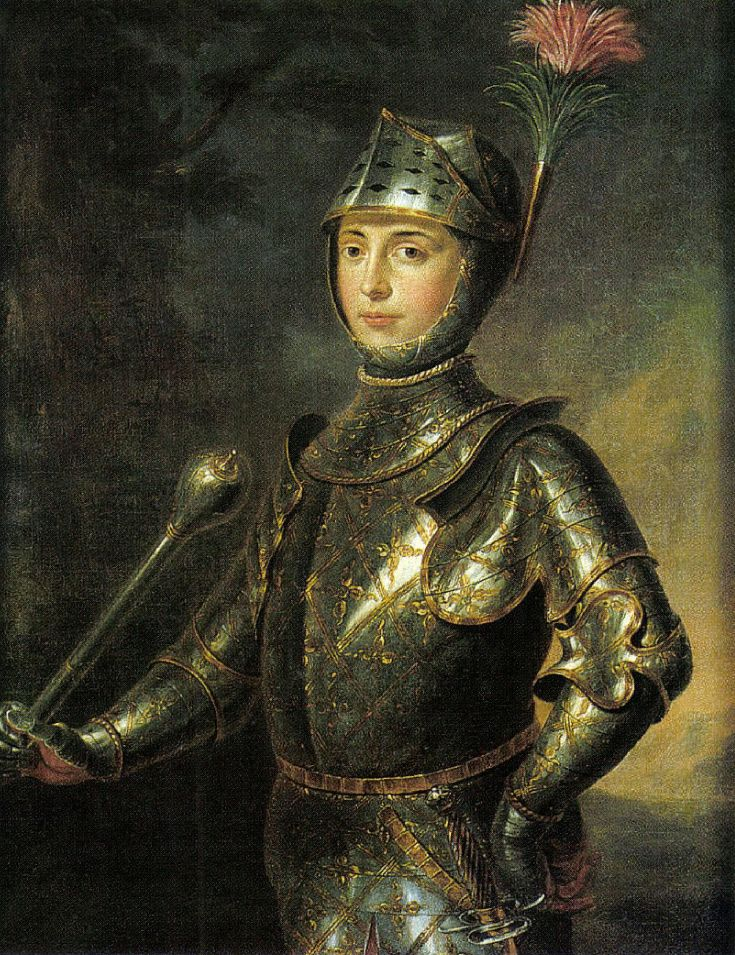
Wizerunek Ludwika II Jagiellończyka w zbroi młodzieńczej Zygmunta Augusta

Zygmunt August zgromadził liczną kolekcję doborowych militariów. Dysponował co najmniej 20 zbrojami do własnego użytku. Losy zbroi młodzieńczej nie są do końca znane. Prawdopodobnie nigdy nie trafiła do kolekcji króla. Zbroja mogła znaleźć się w cesarskiej zbrojowni, która od końca XVI wieku mieściła się w Górnym Arsenale. Po urządzeniu jego wnętrz w 1760 roku, za panowania Marii Teresy, zbroja była pokazywana w König Ludwig-Saal jako należąca do króla Węgier Ludwika II Jagiellończyka. Następnie w 1848 roku została przeniesiona do Hofwaffenmuseum. W tym samym mniej więcej czasie malarz Stefan Dorfmeister sportretował Ludwika II z użyciem zbroi przechowywanej w Wiedniu. Portret ten był popularny i wielokrotnie reprodukowany. Bardzo możliwe, że właśnie obrazy oraz późniejsze ekspozycje zbroi zdecydowały o rozpowszechnieniu świadomości o rzekomej przynależności zbroi. W związku z tym po zakończeniu I wojny światowej i rozpadzie Austro-Węgier na podstawie traktatów między dwoma krajami zbroja trafiła do stołecznego Magyar Nemzeti Múzeum w Budapeszcie jako część dziedzictwa Węgier. Stała się tam częścią stałej ekspozycji prezentującej węgierską historię. W 1939 roku bronioznawca Bruno Thomas wykazał związek zbroi z postacią Zygmunta Augusta. W 2021 roku premier Węgier Viktor Orbán zdecydował o przekazaniu tego zabytku stronie polskiej.

## Opis

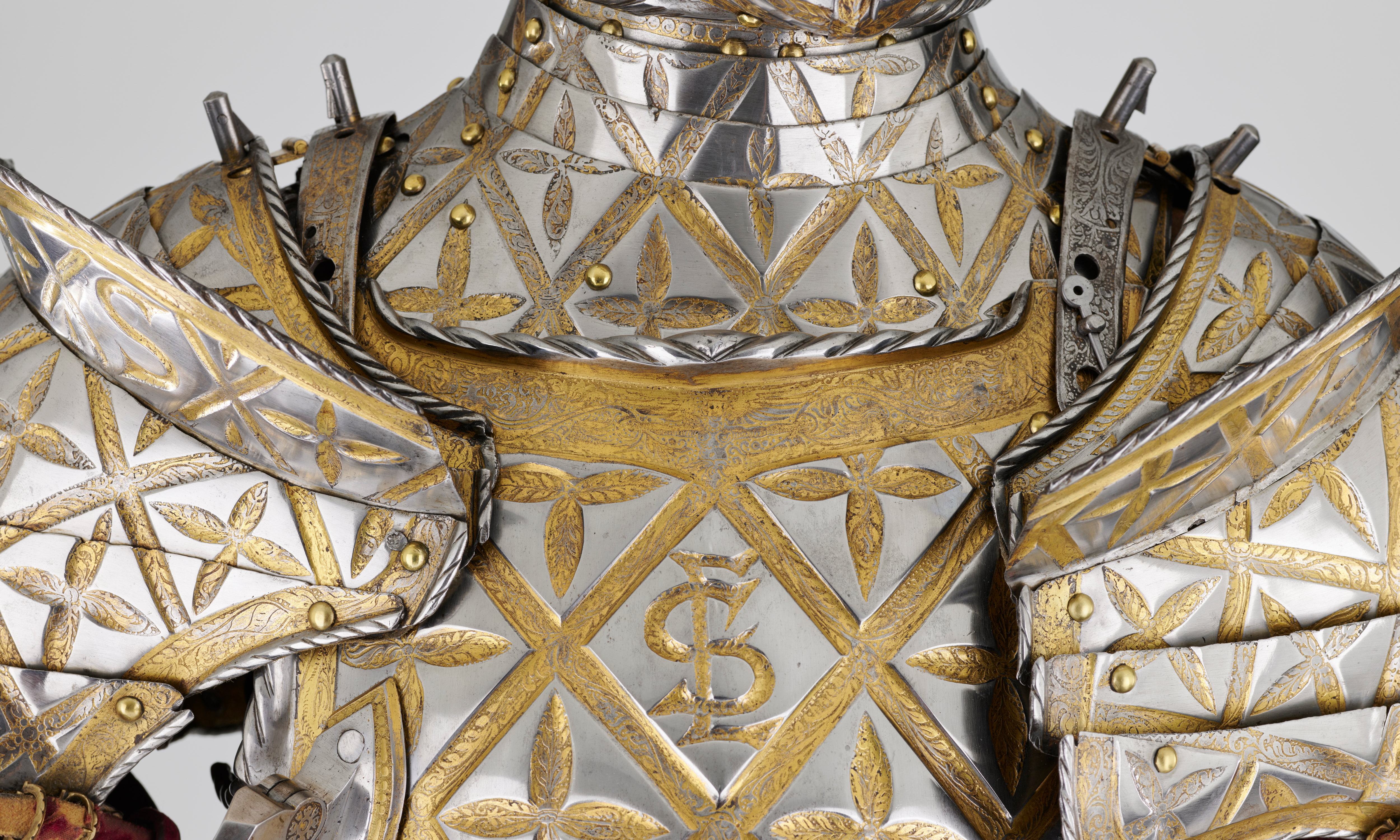
Napierśnik zbroi młodzieńczej Zygmunta Augusta z widocznymi literami „S” i „E”

Zbroja mierzy 156,8 cm i waży około 13 kg. Została wykonana ze stali, a niektóre elementy także z mosiądzu, skóry i aksamitu. Składa się z: pełnego hełmu z podwójną zasłoną twarzy, obojczyka, kirysu (napierśnik ze wspornikiem na kopię z fartuchem z taszkami oraz naplecznik), a także pełnych osłon rąk (naramienniki, opachy, nałokietniki, zarękawia, rękawice) i nóg (nabiodrki z nakolankami i nagolenice z trzewikami wyposażonymi w ostrogi). Zbroja należy do szczególnej kategorii – zbroi młodzieńczej. Uzbrojenie tworzone dla chłopców nie różniło się znacząco od zbroi przeznaczonej dla dorosłych rycerzy. Jednak służyć mogły krótko – młodzieńcy bowiem szybko wyrastali ze zbroi. Właśnie z tego względu stanowiły one obiekty luksusowe i służyły podkreśleniu prestiżu jego właściciela.
Twórcą zbroi był Jörg Seusenhofer, który, podobnie jak wcześniej jego stryj Konrad, pracował jako nadworny płatnerz Habsburgów. Bogatą dekorację wykonano technikami trawienia metalu kwasem oraz złocenia. Wzory upodobniają zbroję do stroju dworskiego – widać na niej geometryczny deseń naśladujący pikowaną tkaninę. Ponadto dają się wyróżnić ornamenty legendarne, roślinne i zwierzęce, które stały się popularne w zdobieniach elementów rynsztunku w XVI wieku. Elementem rzucającym się najbardziej w oczy są litery „S” i „E” położone osobno na naramiennikach i wyeksponowane centralnie na napierśniku. Złączone litery oznaczają związek dwóch osób i stanowią symbol ich zaręczyn. Litera „S” odnosi się do łacińskiego imienia Sigismundus (Zygmunt) natomiast „E” do Elisabeth (Elżbieta).